# Barbara Schmitt-Englert

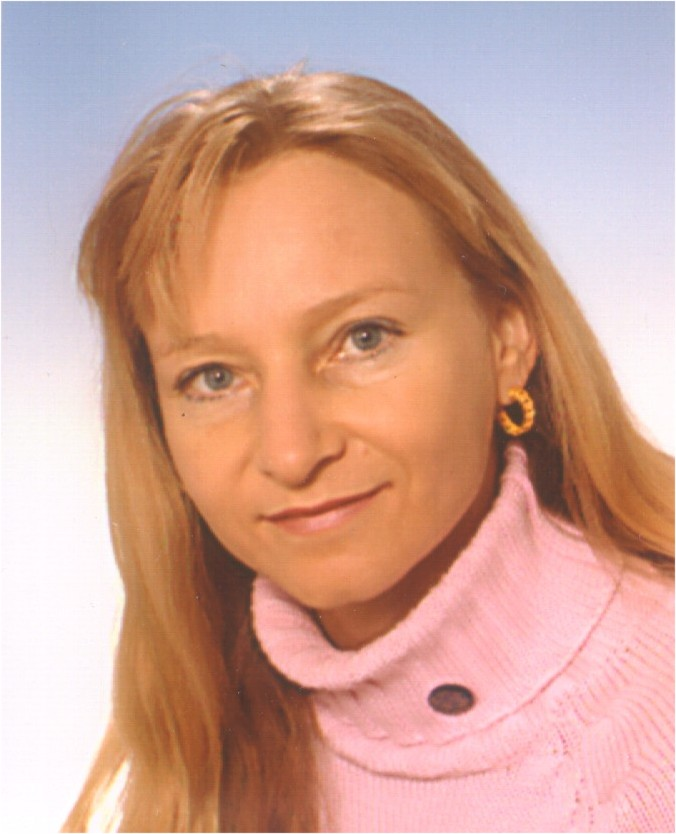
Barbara Schmitt-Englert, 2012

Barbara Schmitt-Englert (* 1959 in Bruchsal) ist eine deutsche Sinologin und Autorin.

## Leben
Schmitt-Englert besuchte das Gymnasium in Bruchsal und schloss die Schule 1979 mit dem Abitur ab. Nach einem Hotelpraktikum am Genfersee und einem Aufenthalt in Thailand studierte sie von 1980 bis 1986 Sinologie am Sinologischen Seminar und Politische Wissenschaft Südasiens am Südasien-Institut der Ruprecht-Karls-Universität Heidelberg. Nach einem einjährigen Studienaufenthalt am Fremdspracheninstitut Shanghai (Chinesisch: 上海外国语学院, Pinyin: Shànghǎi Wàiguóyǔ Xuéyuàn, heute: Shanghai International Studies University) schloss sie ihr Studium in Heidelberg mit dem Magister ab.
1980 betreute sie in Heidelberg als Tutorin eine Gruppe der ersten chinesischen Studierenden, die zum Studium nach Deutschland kamen. Von 1984 bis 1987 war sie während ihres Studiums nebenher als Betreuerin ausländischer Staatsgäste für Inter Nationes tätig.

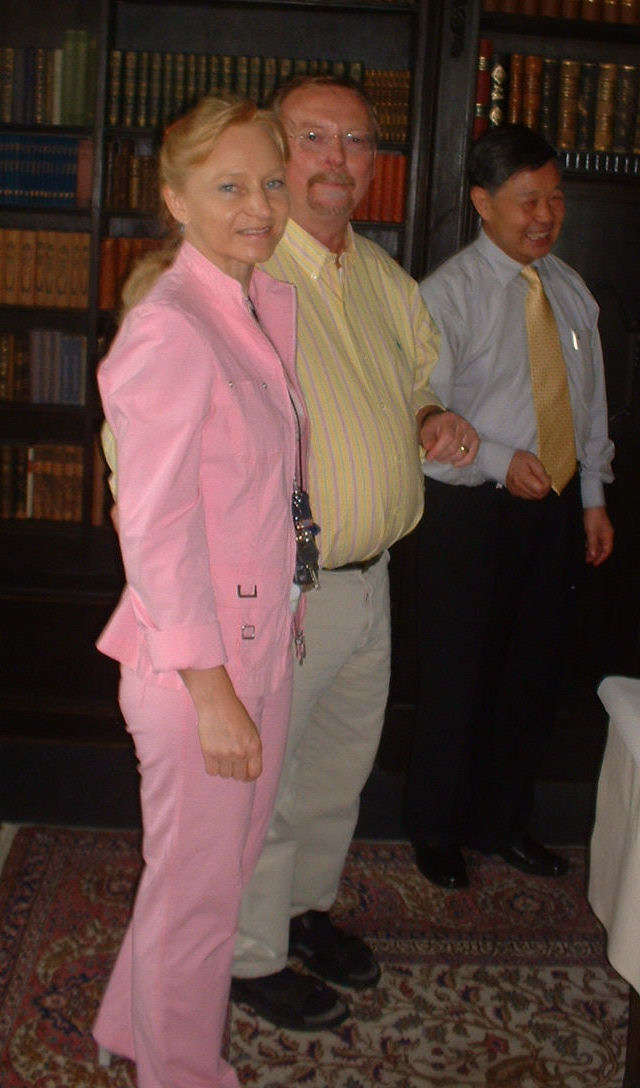
Barbara Schmitt-Englert und Siegfried Englert im Ostasieninstitut der Hochschule für Wirtschaft und Gesellschaft Ludwigshafen

Nach zweijähriger Lehrtätigkeit für Chinesisch am Gymnasium Wilhelm-Raabe-Schule in Hannover baute sie ab 1989 gemeinsam mit Siegfried Englert den Studiengang „Marketing Ostasien“ der Fachhochschule Ludwigshafen, später „International Business Management East Asia“, sowie das Ostasieninstitut der Hochschule Ludwigshafen auf, wo sie als Studiengangsleiterin und Dozentin tätig war. In dieser Funktion war sie Coautorin eines vierbändigen Chinesisch-Lehrbuchs für die Studierenden des Ostasieninstituts.
Seit ihrem Ausscheiden im Jahr 2016 ist Barbara Schmitt-Englert als freie Schriftstellerin tätig. Zu ihren Themen gehören das Leben von Chinadeutschen von den 1920er bis zu den 1950er Jahren und die Rattenlinie.

## Forschung
Schmitt-Englert ist Verfasserin eines umfangreiche Werks über das Leben der Deutschen in China vom Ende des Ersten Weltkrieges bis zur Gründung der Volksrepublik China. Sie beschreibt darin vor allem den Alltag von Deutschen, die in den Metropolen Beijing, Tianjin und Shanghai lebten. Der Hamburger Sinologe Hans Stumpfeldt schreibt in seiner Rezension unter anderem:
„Der Namensindex zu diesem Buch führt – geschätzt – mehr als tausend Personen auf, überwiegend die von sogenannten Chinadeutschen. Vierzig von den insgesamt 667 Seiten umfaßt allein die Bibliographie, aber sie zeigt längst nicht alles Material das in dieses gewichtige Buch eingegangen ist: „Deutsche in China 1920–1950. Alltagsleben und Veränderungen“, von Barbara Schmitt-Englert.“
2021 erschien in Fuzhou eine zweibändige Übersetzung auf Chinesisch:
„作者以大量的一手历史文献为内容支撑，使本书成为研究20世纪上半叶中德关系，特别是中德民间交往的一部重要历史文献，亦是一部不可多得的研究中国德侨史的历史专著。“ (Gestützt auf eine große Anzahl von historischen Dokumenten aus erster Hand, hat die Autorin dieses Buch zu einem wichtigen historischen Dokument für das Studium der deutsch-chinesischen Beziehungen in der ersten Hälfte des 20. Jahrhunderts gemacht, insbesondere für die deutsch-chinesischen zivilen Interaktionen, und zu einer seltenen historischen Monographie für das Studium der Geschichte der deutschen Diaspora in China.)

## Familie
Barbara Schmitt-Englert lebt mit ihrem Ehemann Siegfried Englert in Rheinhessen.

## Veröffentlichungen
- Nichtig- und Alltäglichkeiten. Gedichte. Plöger Medien, Annweiler 2009, ISBN 978-3-89857-253-8
- Deutsche in China 1920–1950. Alltagsleben und Veränderungen. Ostasienverlag, überarbeitete zweite Auflage, Gossenberg 2021, ISBN 978-3-946114-79-6
- 回望百年，那些漂洋而來的德國人 (Huiwǎng bǎinián: Nàxiē piāoyáng ér láide Deguórén). Fuzhou: 福建教育出版社 (Fújiàn Jiàoyù Chūbǎnshè), 2021, zwei Bände, übersetzt von 秦俊峰 (Qín Jùnfēng). ISBN 978-7-5334-8973-1.
- Es gibt Zeiten, da fließt der Neckar in den Huangpu. Roman. Plöger Medien, Annweiler 2014, ISBN 978-3-89857-305-4
- Ein Sommer der Vergangenheit. Roman. tredition, Hamburg 2021, ISBN 978-3-347-34341-2
- Im Schatten der Eremitage. Roman. tredition, Hamburg 2024, ISBN 978-3-384-16334-9, ISBN 978-3-384-16335-6